# Olympische Sommerspiele 1992/Teilnehmer (Tschad)
| Gelbes Symbol für Goldmedaillen mit stilisierten Olympischen Ringen | Graues Symbol für Silbermedaillen mit stilisierten Olympischen Ringen | Braundes Symbol für Bronzemedaillen mit stilisierten Olympischen Ringen |
| ------------------------------------------------------------------- | --------------------------------------------------------------------- | ----------------------------------------------------------------------- |
| —                                                                   | —                                                                     | —                                                                       |

Der Tschad nahm an den Olympischen Sommerspielen 1992 in Barcelona, Spanien, mit einer Delegation von sechs Sportlern (fünf Männer und eine Frau) an sieben Wettkämpfen in zwei Sportarten teil. Medaillen konnten keine gewonnen werden. Es war die sechste Teilnahme an Olympischen Sommerspielen für das Land.

## Teilnehmer nach Sportarten

### Leichtathletik
Damen
- Rosalie Gangué
  - 800-Meter-Lauf

Runde eins: ausgeschieden in Lauf eins, disqualifiziert
  - 1500-Meter-Lauf

Runde eins: ausgeschieden in Lauf zwei (Rang zehn), 5:06,31 Minuten

Herren
- Ali Faudet
  - 400-Meter-Lauf

Runde eins: ausgeschieden in Lauf eins (Rang sechs), 47,10 Sekunden

- Terap Adoum Yaya
  - 800-Meter-Lauf

Runde eins: ausgeschieden in Lauf drei (Rang sechs), 1:54,43 Minuten

- Yussuf Moli Yesky
  - 5000-Meter-Lauf

Runde eins: ausgeschieden in Lauf eins (Rang 14), 15:29,25 Minuten

### Judo
Herren
- M'Bairo Abakar
  - Halbmittelgewicht

Rang 13

- Sakor Rodet
  - Halbleichtgewicht

Rang 36